# Kiryat Ono
Kiryat Ono (en hébreu : קִרְיַת אוֹנוֹ) est une ville d'Israël, dans le district de Tel Aviv.

## Histoire

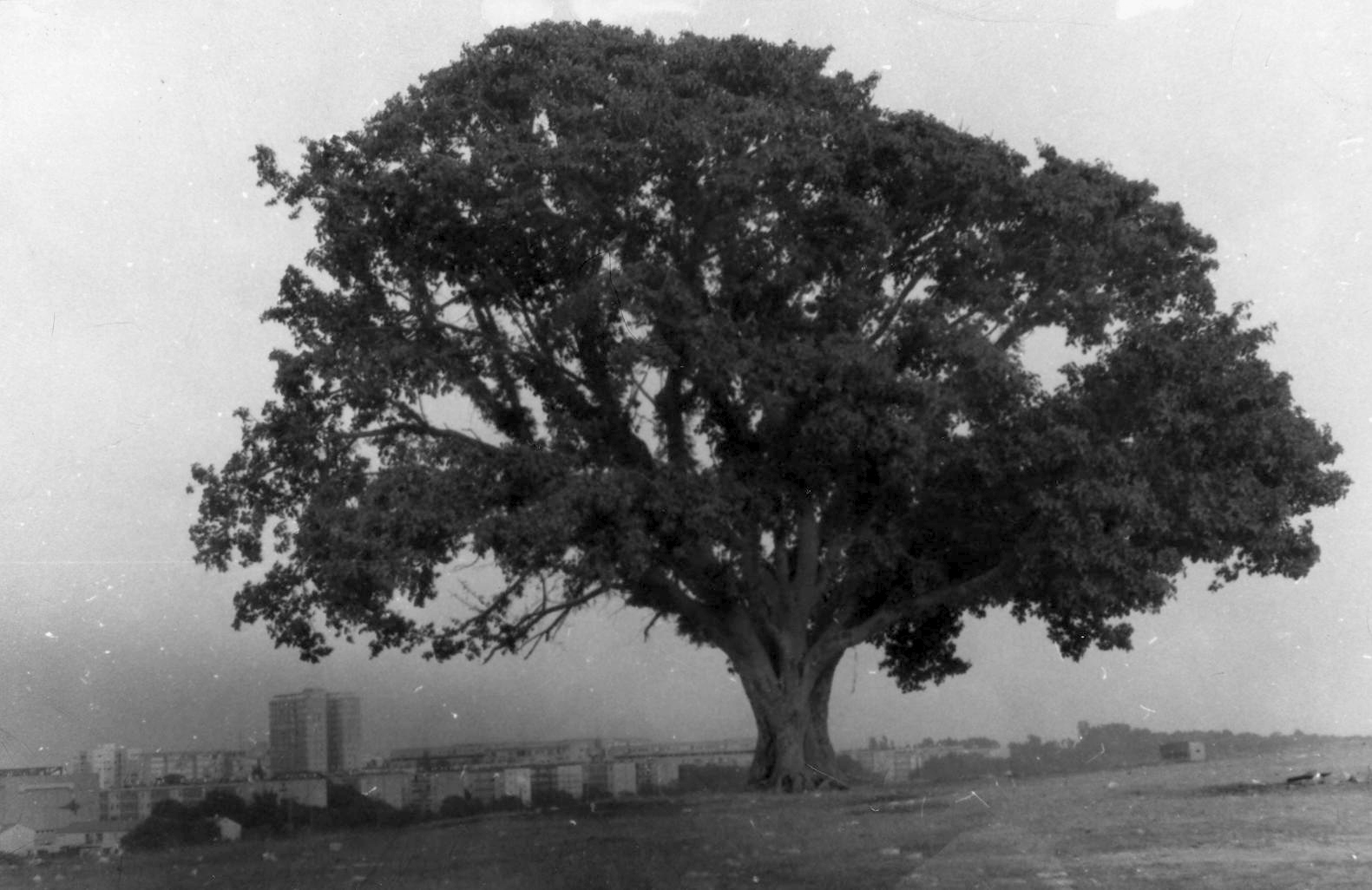
Qiryat Ono en novembre 1975.

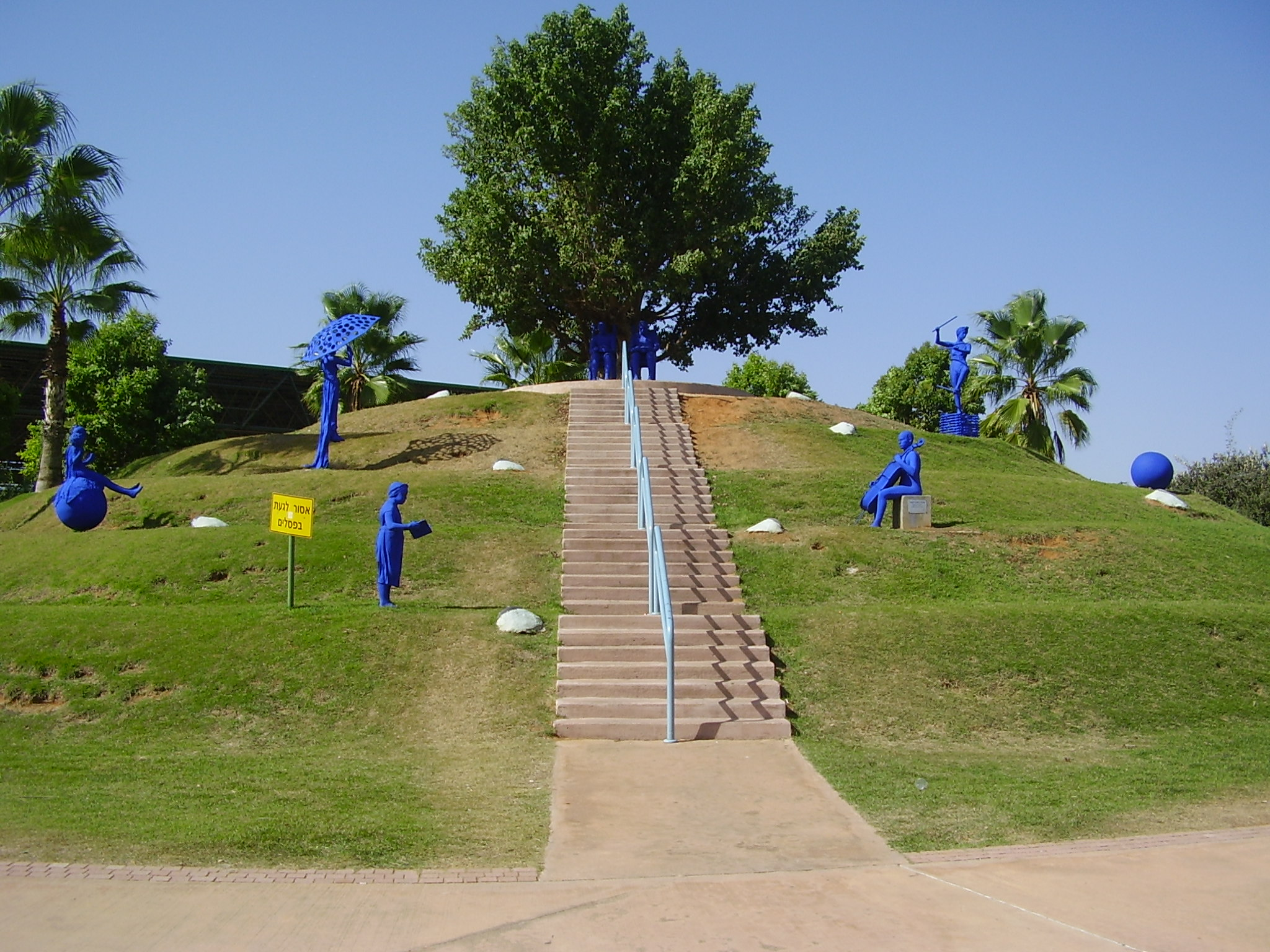
Qiryat Ono en novembre 2010.

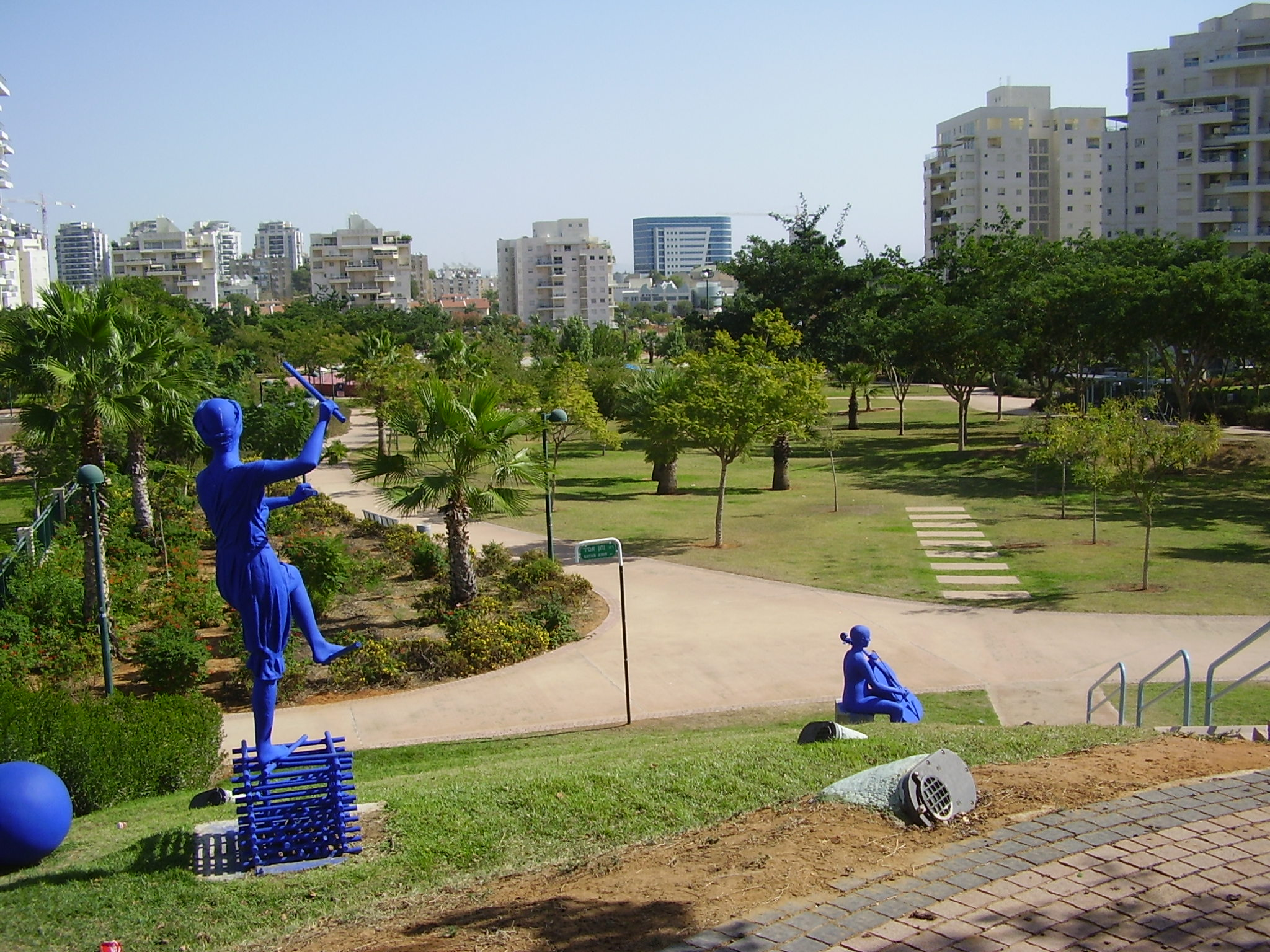
Reisfeld park, Kiryat Ono

Une commune appelée Kfar Ono a été créée en 1939. Dans les années 1950, un Ma'abara (camp de transit pour les nouveaux immigrants) a été créé à proximité. En 1954, la commune a fusionné avec d'autres communautés pour former Kiryat Ono. Il a obtenu le statut de ville en 1992. La commune a commencé à croître au cours de l'ère britannique, probablement en raison de sa proximité de la base militaire connue sous le nom de Tel HaShomer. Un arbre solitaire se dresse sur une colline surplombant la base, cet arbre a été adopté comme icône spirituelle et culturelle de la ville. Les terres entourant l'arbre étaient la propriété des terres agricoles[pas clair] et maintenu par Aryeh Konikov. Quand l'arbre a été planté seul, il semblait unique en son lieu, et M. Konikov nourri et entretenu le terrain qui l'entoure depuis de nombreuses années.

## Géographie
Kiryat-Ono se situe à 10 km de Tel Aviv beach et de la mer, et à 8 km au nord de l'aéroport international.

## Démographie
En 2001, la population de la ville était juive et d'autres non-Arabes, sans population arabe importante. Kiryat Ono a considérablement augmenté au cours des dernières années. En 2001 il y avait 11 200 hommes et 12 000 femmes. La population de la ville a été étendue avec 28,1 % de 19 ans ou moins, 15,5 % entre 20 et 29 ans, 19,0 % entre 30 et 44 ans, 18,9 % de 45 à 59 ans, 4,5 % de 60 à 64, et 13,9 % 65 ans ou plus. Le taux de croissance de la population en 2001 était de 0,8 %.